# 覺昌安
觉昌安（穆麟德轉寫：Giocangga，？年—1583年），中国明朝后期女真建州左卫领袖，明朝史料中譯為教場、叫場。清朝實際上創始人清太祖努爾哈赤的祖父。

## 生平
觉昌安世居苏子河畔赫图阿拉城，兄弟六人（德世库、刘阐、索长阿、觉昌安、包朗阿、宝实）号称宁古塔贝勒。嘉靖初年，统一五岭以东，苏克苏浒河以西二百里，后来和董鄂部抗衡，势力又衰落。曾於嘉靖三十六年（1557年）依附建州右卫都指挥王杲，在撫順等地劫掠；嘉靖三十八年（1559年）向明朝地方官悔過入貢。萬曆二年（1574年）帮助李成梁攻灭王杲，立有战功，為建州左衛督指揮，后来为都督佥事。率领族人到辽东互市。萬曆十一年（1583年），同其子塔克世赴古埒城试图劝降叛明的孙女婿阿台，不料尼堪外兰引导明军破城后纵兵屠城，觉昌安与塔克世均死难。1636年5月16日（清崇德元年四月乙亥朔十二日丙戌），皇太极追尊他為昌王，1648年12月18日（清顺治五年十一月辛酉朔五日乙丑），顺治帝追谥他为翼皇帝（转写：gosingga hvwangdi），廟號景祖（转写：mukdembuhe mafa）。

## 家庭
留有五子：
1. 禮敦
2. 額爾袞
3. 界堪
4. 塔克世
5. 塔察篇古

## 后代人数
2005年，英国维康桑格研究所有研究表明觉昌安当今大约有150万名后代，主要分布在满洲地区和蒙古国。